# Élections municipales de 2021 dans Pierre-De Saurel
Pour un article plus général, voir Élections municipales de 2021 en Montérégie.
Cet article concerne les élections municipales de 2021 en Montérégie dans la municipalité régionale de comté de Pierre-De Saurel.

## Massueville
|             | Élection (2017)                                                                                      | Dissolution (2021)                                                                        | Élection (2021)                                                                                     |
| Maire       | Denis Marion                                                                                         | Denis Marion                                                                              | Richard Gauthier                                                                                    |
| Conseillers | René Lalancette Nicole Guilbert Louis Fillion Ginette Bourgeois Richard Gauthier Matthieu Beauchemin | René Lalancette Nicole Guilbert Louis Fillion Chloé Émond Richard Gauthier Pierre Michaud | Jessica Lambert Jonathan Fortier Louis Fillion Guillaume Brouillard Debra Millington Pierre Michaud |

| Candidats pour la mairie                    | Vote            | %               |
| ------------------------------------------- | --------------- | --------------- |
| Richard Gauthier (Sortant d'un autre poste) | Sans opposition | Sans opposition |

| Candidats conseiller #1 | Vote            | %               |
| ----------------------- | --------------- | --------------- |
| Jessica Lambert         | Sans opposition | Sans opposition |

| Candidats conseiller #2 | Vote            | %               |
| ----------------------- | --------------- | --------------- |
| Jonathan Fortier        | Sans opposition | Sans opposition |

| Candidats conseiller #3 | Vote            | %               |
| ----------------------- | --------------- | --------------- |
| Louis Fillion (Sortant) | Sans opposition | Sans opposition |

| Candidats conseiller #4 | Vote            | %               |
| ----------------------- | --------------- | --------------- |
| Guillaume Brouillard    | Sans opposition | Sans opposition |

| Candidats conseiller #5 | Vote            | %               |
| ----------------------- | --------------- | --------------- |
| Debra Millington        | Sans opposition | Sans opposition |

| Candidats conseiller #6 | Vote            | %               |
| ----------------------- | --------------- | --------------- |
| Pierre Michaud          | Sans opposition | Sans opposition |

- Démission de Guillaume Brouillard, conseiller #4, le 23 août 2023[1].

- Élection de Michael Lusignan au poste de conseiller #4 le 12 novembre 2023[2].

| Candidats conseiller #4 | Vote     | %     |
| ----------------------- | -------- | ----- |
| Michael Lusginan        | 55       | 69,62 |
| Gabriel Comeau          | 24       | 30,38 |
| Bulletins rejetés       | 1        |       |
| Taux de participation   | 80 / 432 | 18,52 |

## Saint-Aimé
|             | Élection (2017)                                                                                | Dissolution (2021)                                                                             | Élection (2021)                                                                                |
| Maire       | Denis Benoit                                                                                   | Denis Benoit                                                                                   | Denis Benoit                                                                                   |
| Conseillers | Martin Berger Patrick Godin Patrick Boiselle Jacques Desrosiers Julie L'Homme Sylvain Boiselle | Martin Berger Patrick Godin Patrick Boiselle Jacques Desrosiers Julie L'Homme Sylvain Boiselle | Martin Berger Patrick Godin Patrick Boiselle Jacques Desrosiers Julie L'Homme Sylvain Boiselle |

| Candidats pour la mairie | Vote            | %               |
| ------------------------ | --------------- | --------------- |
| Denis Benoit (Sortant)   | Sans opposition | Sans opposition |

| Candidats conseiller #1 | Vote            | %               |
| ----------------------- | --------------- | --------------- |
| Martin Berger (Sortant) | Sans opposition | Sans opposition |

| Candidats conseiller #2 | Vote            | %               |
| ----------------------- | --------------- | --------------- |
| Patrick Godin (Sortant) | Sans opposition | Sans opposition |

| Candidats conseiller #3    | Vote            | %               |
| -------------------------- | --------------- | --------------- |
| Patrick Boiselle (Sortant) | Sans opposition | Sans opposition |

| Candidats conseiller #4      | Vote            | %               |
| ---------------------------- | --------------- | --------------- |
| Jacques Desrosiers (Sortant) | Sans opposition | Sans opposition |

| Candidats conseiller #5  | Vote            | %               |
| ------------------------ | --------------- | --------------- |
| Julie L'Homme (Sortante) | Sans opposition | Sans opposition |

| Candidats conseiller #6    | Vote            | %               |
| -------------------------- | --------------- | --------------- |
| Sylvain Boiselle (Sortant) | Sans opposition | Sans opposition |

- Martin Berger, conseiller #1, quitte le conseil au début 2022.

- Élection Marie-Soleil Beauregard au poste de conseillère #1 le 1er mai 2022[3].

| Candidats conseiller #1 | Vote      | %     |
| ----------------------- | --------- | ----- |
| Marie-Soleil Beauregard | 100       | 78,74 |
| Luc Nadeau              | 27        | 21,26 |
| Bulletins rejetés       | 0         |       |
| Taux de participation   | 127 / 385 | 32,99 |

## Saint-David
|             | Élection (2017)                                                                                             | Dissolution (2021)                                                                                            | Élection (2021)                                                                                             |
| Maire       | Michel Blanchard                                                                                            | Michel Blanchard                                                                                              | Richard Potvin                                                                                              |
| Conseillers | Colette Lefebvre-Thibeault Gilles Hébert Pier-Yves Chapdelaine Linda Cournoyer Robert Emond Sylvain Théroux | Colette Lefebvre-Thibeault Gilles Hébert Pier-Yves Chapdelaine Linda Cournoyer Robert Emond Stéphane Melançon | Marco Paquet Gilles Hébert Pier-Yves Chapdelaine Linda Cournoyer Patrick Chamberland Jolyanne De Tonnancour |

| Candidats pour la mairie | Vote            | %               |
| ------------------------ | --------------- | --------------- |
| Richard Potvin           | Sans opposition | Sans opposition |

| Candidats conseiller #1 | Vote            | %               |
| ----------------------- | --------------- | --------------- |
| Marco Paquet            | Sans opposition | Sans opposition |

| Candidats conseiller #2 | Vote            | %               |
| ----------------------- | --------------- | --------------- |
| Gilles Hébert (Sortant) | Sans opposition | Sans opposition |

| Candidats conseiller #3         | Vote            | %               |
| ------------------------------- | --------------- | --------------- |
| Pier-Yves Chapdelaine (Sortant) | Sans opposition | Sans opposition |

| Candidats conseiller #4    | Vote            | %               |
| -------------------------- | --------------- | --------------- |
| Linda Cournoyer (Sortante) | Sans opposition | Sans opposition |

| Candidats conseiller #5 | Vote            | %               |
| ----------------------- | --------------- | --------------- |
| Patrick Chamberland     | Sans opposition | Sans opposition |

| Candidats conseiller #6 | Vote            | %               |
| ----------------------- | --------------- | --------------- |
| Jolyanne De Tonnancour  | Sans opposition | Sans opposition |

- Démission de Jolyanne De Tonnancour, conseillère #6, avant la séance du 4 juillet 2023[4].

- Entrée au conseil de Joël Brouillard au poste de conseiller #6 lors de la séance du 3 octobre 2023[5].

| Candidats conseiller #6 | Vote | %   |
| ----------------------- | ---- | --- |
| Joël Brouillard         | n/d  | n/d |

## Saint-Gérard-Majella
|             | Élection (2017)                                                                      | Dissolution (2021)                                                            | Élection (2021)                                                                           |
| Maire       | Georges-Henri Parenteau                                                              | Georges-Henri Parenteau                                                       | Marie Léveillée                                                                           |
| Conseillers | Éric Tessier Yvan Côté Louis St-Germain Jacques Mondou Jean Beaubien Claude Villiard | Éric Tessier Yvan Côté Louis St-Germain Jacques Mondou Vacant Claude Villiard | Georges Forcier Éric Tessier Jean Beaubien À déterminer Karine Descheneaux Pierre Provost |

| Taux de participation :                | Taux de participation :                | Taux de participation :                | Taux de participation :                | Taux de participation :                | 84,8 % |
| Nombre de votes valides :              | Nombre de votes valides :              | Nombre de votes valides :              | Nombre de votes valides :              | Nombre de votes valides :              | 183    |
| Nombre de votes rejetées à la mairie : | Nombre de votes rejetées à la mairie : | Nombre de votes rejetées à la mairie : | Nombre de votes rejetées à la mairie : | Nombre de votes rejetées à la mairie : | 6      |
| Nombre d'électeurs inscrits :          | Nombre d'électeurs inscrits :          | Nombre d'électeurs inscrits :          | Nombre d'électeurs inscrits :          | Nombre d'électeurs inscrits :          | 223    |

| Partis | Partis                         | Candidats pour la mairie          | Vote | %     |
| ------ | ------------------------------ | --------------------------------- | ---- | ----- |
|        | Alliance citoyenne             | Marie Léveillée                   | 92   | 50,27 |
|        | Équipe Georges-Henri Parenteau | Georges-Henri Parenteau (Sortant) | 91   | 49,73 |

| Partis | Partis                         | Candidats conseiller #1              | Vote | %     |
| ------ | ------------------------------ | ------------------------------------ | ---- | ----- |
|        | Alliance citoyenne             | Georges Forcier                      | 98   | 52,69 |
|        | Équipe Georges-Henri Parenteau | Yvan Côté (Sortant d'un autre poste) | 88   | 47,31 |

| Partis | Partis                         | Candidats conseiller #2                   | Vote | %     |
| ------ | ------------------------------ | ----------------------------------------- | ---- | ----- |
|        | Alliance citoyenne             | Éric Tessier (Sortant d'un autre poste)   | 102  | 54,55 |
|        | Équipe Georges-Henri Parenteau | Jacques Mondou (Sortant d'un autre poste) | 85   | 45,45 |

| Partis | Partis                         | Candidats conseiller #3                    | Vote | %     |
| ------ | ------------------------------ | ------------------------------------------ | ---- | ----- |
|        | Alliance citoyenne             | Jean Beaubien                              | 102  | 54,26 |
|        | Équipe Georges-Henri Parenteau | Claude Villiard (Sortant d'un autre poste) | 86   | 45,74 |

| Partis        | Partis                         | Candidats conseiller #4 | Vote | %     |
| ------------- | ------------------------------ | ----------------------- | ---- | ----- |
|               | Alliance citoyenne             | Mélanie Parenteau       | 92   | 50,00 |
|               | Équipe Georges-Henri Parenteau | Yves Villiard           | 92   | 50,00 |
| Note: Égalité |                                |                         |      |       |

| Partis | Partis                         | Candidats conseiller #5                     | Vote | %     |
| ------ | ------------------------------ | ------------------------------------------- | ---- | ----- |
|        | Alliance citoyenne             | Karine Descheneaux                          | 99   | 52,66 |
|        | Équipe Georges-Henri Parenteau | Louis St-Germain (Sortant d'un autre poste) | 89   | 47,34 |

| Partis | Partis                         | Candidats conseiller #6 | Vote | %     |
| ------ | ------------------------------ | ----------------------- | ---- | ----- |
|        | Alliance citoyenne             | Pierre Provost          | 102  | 54,84 |
|        | Équipe Georges-Henri Parenteau | Yvan Parenteau          | 84   | 45,16 |

- Recomptage qui confirme l'égalité des voix pour le poste de conseiller #4 le 16 novembre 2021. Un tirage au sort est organisé et favorise Mélanie Parenteau qui devient conseillère au siège #4[6].

| Partis | Partis             | Candidats conseiller #4 | Vote                    | %                       |
| ------ | ------------------ | ----------------------- | ----------------------- | ----------------------- |
|        | Alliance citoyenne | Mélanie Parenteau       | Élue par tirage au sort | Élue par tirage au sort |

## Saint-Joseph-de-Sorel
|             | Élection (2017)                                                                                 | Dissolution (2021)                                                                              | Élection (2021)                                                                                  |
| Maire       | Vincent Deguise                                                                                 | Vincent Deguise                                                                                 | Vincent Deguise                                                                                  |
| Conseillers | Jean-Guy (Gus) Cournoyer Serge Baron Ginette Richard Mélanie Gladu Jacques Renaud Michel Latour | Jean-Guy (Gus) Cournoyer Serge Baron Ginette Richard Mélanie Gladu Jacques Renaud Michel Latour | Jean-Guy (Gus) Cournoyer Serge Baron Ginette Richard Mélanie Gladu Sophie Dufresne Michel Latour |

| Candidats pour la mairie  | Vote            | %               |
| ------------------------- | --------------- | --------------- |
| Vincent Deguise (Sortant) | Sans opposition | Sans opposition |

| Candidats district #1 (1)          | Vote            | %               |
| ---------------------------------- | --------------- | --------------- |
| Jean-Guy (Gus) Cournoyer (Sortant) | Sans opposition | Sans opposition |

| Candidats district #1 (2) | Vote            | %               |
| ------------------------- | --------------- | --------------- |
| Pierre St-Louis           | Sans opposition | Sans opposition |

| Candidats district #2 (3) | Vote | %     |
| ------------------------- | ---- | ----- |
| Ginette Richard           | 47   | 78,33 |
| Renald Grégoire           | 13   | 21,67 |

| Candidats district #2 (2) | Vote            | %               |
| ------------------------- | --------------- | --------------- |
| Mélanie Gladu (Sortante)  | Sans opposition | Sans opposition |

| Candidats district #3 (1) | Vote            | %               |
| ------------------------- | --------------- | --------------- |
| Sophie Dufresne           | Sans opposition | Sans opposition |

| Candidats district #3 (2) | Vote            | %               |
| ------------------------- | --------------- | --------------- |
| Michel Latour (Sortant)   | Sans opposition | Sans opposition |

## Saint-Ours
|             | Élection (2017)                                                                        | Dissolution (2021)                                                                     | Élection (2021)                                                                        |
| Maire       | Sylvain Dupuis                                                                         | Sylvain Dupuis                                                                         | Sylvain Dupuis                                                                         |
| Conseillers | Pierre Morin Robert Beaudreault Robert Vallée Sophie Poirier Réjean Dupré Lise Couture | Pierre Morin Robert Beaudreault Robert Vallée Sophie Poirier Réjean Dupré Lise Couture | Pierre Morin Robert Beaudreault Robert Vallée Sophie Poirier Luc Bertrand Lise Couture |

| Candidats pour la mairie | Vote            | %               |
| ------------------------ | --------------- | --------------- |
| Sylvain Dupuis (Sortant) | Sans opposition | Sans opposition |

| Candidats conseiller #1 | Vote            | %               |
| ----------------------- | --------------- | --------------- |
| Pierre Morin (Sortant)  | Sans opposition | Sans opposition |

| Candidats conseiller #2      | Vote            | %               |
| ---------------------------- | --------------- | --------------- |
| Robert Beaudreault (Sortant) | Sans opposition | Sans opposition |

| Candidats conseiller #3 | Vote            | %               |
| ----------------------- | --------------- | --------------- |
| Robert Vallée (Sortant) | Sans opposition | Sans opposition |

| Candidats conseiller #4   | Vote | %     |
| ------------------------- | ---- | ----- |
| Sophie Poirier (Sortante) | 387  | 63,86 |
| Martial Chagot            | 219  | 36,14 |

| Candidats conseiller #5 | Vote | %     |
| ----------------------- | ---- | ----- |
| Luc Bertrand            | 421  | 69,36 |
| Réjean Dupré (Sortant)  | 186  | 30,64 |

| Candidats conseiller #6 | Vote | %     |
| ----------------------- | ---- | ----- |
| Lise Couture (Sortante) | 335  | 55,37 |
| Bruno Lachambre         | 270  | 44,63 |

## Saint-Robert
|             | Élection (2017)                                                                                    | Dissolution (2021)                                                                                 | Élection (2021)                                                                                   |
| Maire       | Gilles Salvas                                                                                      | Gilles Salvas                                                                                      | Gilles Salvas                                                                                     |
| Conseillers | Michel Boisvert Yan Bussières Joël Pelletier Stéphane Cournoyer Annie Laliberté Myriam Chapdelaine | Michel Boisvert Yan Bussières Joël Pelletier Stéphane Cournoyer Annie Laliberté Myriam Chapdelaine | Michel Boisvert Yan Bussière Joël Pelletier Stéphane Cournoyer Annie Laliberté Myriam Chapdelaine |

| Taux de participation :                | Taux de participation :                | Taux de participation :                | Taux de participation :                | Taux de participation :                | 41,3 % |
| Nombre de votes valides :              | Nombre de votes valides :              | Nombre de votes valides :              | Nombre de votes valides :              | Nombre de votes valides :              | 604    |
| Nombre de votes rejetées à la mairie : | Nombre de votes rejetées à la mairie : | Nombre de votes rejetées à la mairie : | Nombre de votes rejetées à la mairie : | Nombre de votes rejetées à la mairie : | 11     |
| Nombre d'électeurs inscrits :          | Nombre d'électeurs inscrits :          | Nombre d'électeurs inscrits :          | Nombre d'électeurs inscrits :          | Nombre d'électeurs inscrits :          | 1 490  |

| Candidats pour la mairie | Vote | %     |
| ------------------------ | ---- | ----- |
| Gilles Salvas (Sortant)  | 461  | 76,32 |
| Liette Parent-Leduc      | 143  | 23,68 |

| Candidats conseiller #1   | Vote            | %               |
| ------------------------- | --------------- | --------------- |
| Michel Boisvert (Sortant) | Sans opposition | Sans opposition |

| Candidats conseiller #2 | Vote | %     |
| ----------------------- | ---- | ----- |
| Yan Bussières (Sortant) | 378  | 66,20 |
| Véronique Baeriswyl     | 193  | 33,80 |

| Candidats conseiller #3  | Vote            | %               |
| ------------------------ | --------------- | --------------- |
| Joël Pelletier (Sortant) | Sans opposition | Sans opposition |

| Candidats conseiller #4      | Vote            | %               |
| ---------------------------- | --------------- | --------------- |
| Stéphane Cournoyer (Sortant) | Sans opposition | Sans opposition |

| Candidats conseiller #5    | Vote            | %               |
| -------------------------- | --------------- | --------------- |
| Annie Laliberté (Sortante) | Sans opposition | Sans opposition |

| Candidats conseiller #6       | Vote            | %               |
| ----------------------------- | --------------- | --------------- |
| Myriam Chapdelaine (Sortante) | Sans opposition | Sans opposition |

## Saint-Roch-de-Richelieu
|             | Élection (2017)                                                                                    | Dissolution (2021)                                                                 | Élection (2021)                                                                                |
| Maire       | Michel Beck                                                                                        | Alain Chapdelaine                                                                  | Alain Chapdelaine                                                                              |
| Conseillers | Alain Chapdelaine Martin Évangéliste William Leslie Truman René Courtemanche Denis Dugas Guy Nadon | Vacant Martin Évangéliste Martin Larivière René Courtemanche Denis Dugas Guy Nadon | Aucune candidature Martin Évangéliste Martin Larivière René Courtemanche Denis Dugas Guy Nadon |

| Candidats pour la mairie    | Vote            | %               |
| --------------------------- | --------------- | --------------- |
| Alain Chapdelaine (Sortant) | Sans opposition | Sans opposition |

| Candidats District #1 | Vote | % |
| --------------------- | ---- | - |
| Aucune candidature    |      |   |

| Candidats District #2        | Vote            | %               |
| ---------------------------- | --------------- | --------------- |
| Martin Évangéliste (Sortant) | Sans opposition | Sans opposition |

| Candidats District #3      | Vote            | %               |
| -------------------------- | --------------- | --------------- |
| Martin Larivière (Sortant) | Sans opposition | Sans opposition |

| Candidats District #4       | Vote            | %               |
| --------------------------- | --------------- | --------------- |
| René Courtemanche (Sortant) | Sans opposition | Sans opposition |

| Candidats District #5 | Vote            | %               |
| --------------------- | --------------- | --------------- |
| Denis Dugas (Sortant) | Sans opposition | Sans opposition |

| Candidats District #6 | Vote            | %               |
| --------------------- | --------------- | --------------- |
| Guy Nadon (Sortant)   | Sans opposition | Sans opposition |

- Élection de Maryline Pichette au poste de conseillère district #1 le 5 décembre 2021[7].

| Candidats District #1 | Vote | %   |
| --------------------- | ---- | --- |
| Maryline Pichette     | 41   | n/d |
| Steve Coll            | 19   | n/d |
| Serge Vienneau        | 3    | n/d |
| Marc Lapointe         | 1    | n/d |

- Démission de Maryline Pichette, conseillère #1, annoncée lors de la séance du 4 octobre 2022[8].

- Élection de Steve Coll au poste de conseiller district #1 le 27 novembre 2022[7].

| Candidats District #1               | Vote | %   |
| ----------------------------------- | ---- | --- |
| Steve Coll (élu par tirage au sort) | 27   | n/d |
| Marc Szalajko                       | 27   | n/d |
| Myriam Chapados                     | 10   | n/d |
| Danny Parent                        | 2    | n/d |

## Sainte-Anne-de-Sorel
|             | Élection (2017)                                                                                 | Dissolution (2021)                                                                         | Élection (2021)                                                                          |
| Maire       | Michel Péloquin                                                                                 | Michel Péloquin                                                                            | Michel Péloquin                                                                          |
| Conseillers | Pierre Pontbriand Guy Lambert Myriam Cournoyer Luc Latraverse Roger Soulières Geneviève Paradis | Pierre Pontbriand Guy Lambert Myriam Cournoyer Luc Latraverse Roger Soulières Mario Cardin | Benoit Bibeau Guy Lambert Myriam Cournoyer Vincent Lavallée Roger Soulières Mario Cardin |

| Candidats pour la mairie  | Vote            | %               |
| ------------------------- | --------------- | --------------- |
| Michel Péloquin (Sortant) | Sans opposition | Sans opposition |

| Candidats District #1       | Vote | %     |
| --------------------------- | ---- | ----- |
| Benoit Bibeau               | 134  | 45,27 |
| Pierre Pontbriand (Sortant) | 96   | 32,43 |
| Steve Pinard                | 66   | 22,30 |

| Candidats District #2 | Vote            | %               |
| --------------------- | --------------- | --------------- |
| Guy Lambert (Sortant) | Sans opposition | Sans opposition |

| Candidats District #3       | Vote            | %               |
| --------------------------- | --------------- | --------------- |
| Myriam Cournoyer (Sortante) | Sans opposition | Sans opposition |

| Candidats District #4 | Vote | %     |
| --------------------- | ---- | ----- |
| Vincent Lavallée      | 137  | 64,02 |
| Denis Cournoyer       | 77   | 35,98 |

| Candidats District #5     | Vote            | %               |
| ------------------------- | --------------- | --------------- |
| Roger Soulières (Sortant) | Sans opposition | Sans opposition |

| Candidats District #6  | Vote            | %               |
| ---------------------- | --------------- | --------------- |
| Mario Cardin (Sortant) | Sans opposition | Sans opposition |

## Sainte-Victoire-de-Sorel
|             | Élection (2017)                                                                         | Dissolution (2021)                                                                      | Élection (2021)                                                                                  |
| Maire       | Michel Aucoin                                                                           | Michel Aucoin                                                                           | Michel Aucoin                                                                                    |
| Conseillers | Réjean Champagne Richard Gouin Hélène Ethier Martin Cournoyer Michel Roy Pascale Poulin | Réjean Champagne Richard Gouin Hélène Ethier Martin Cournoyer Michel Roy Pascale Poulin | Réjean Champagne Catherine Faucher François Cournoyer Martin Cournoyer Michel Roy Pascale Poulin |

| Taux de participation :                | Taux de participation :                | Taux de participation :                | Taux de participation :                | Taux de participation :                | 39,9 % |
| Nombre de votes valides :              | Nombre de votes valides :              | Nombre de votes valides :              | Nombre de votes valides :              | Nombre de votes valides :              | 826    |
| Nombre de votes rejetées à la mairie : | Nombre de votes rejetées à la mairie : | Nombre de votes rejetées à la mairie : | Nombre de votes rejetées à la mairie : | Nombre de votes rejetées à la mairie : | 11     |
| Nombre d'électeurs inscrits :          | Nombre d'électeurs inscrits :          | Nombre d'électeurs inscrits :          | Nombre d'électeurs inscrits :          | Nombre d'électeurs inscrits :          | 2 100  |

| Candidats pour la mairie | Vote | %     |
| ------------------------ | ---- | ----- |
| Michel Aucoin (Sortant)  | 543  | 65,74 |
| Jean-Charles Ethier      | 283  | 34,26 |

| Candidats conseiller #1    | Vote | %     |
| -------------------------- | ---- | ----- |
| Réjean Champagne (Sortant) | 499  | 61,38 |
| Michèle Cournoyer          | 314  | 38,62 |

| Candidats conseiller #2 | Vote | %     |
| ----------------------- | ---- | ----- |
| Catherine Faucher       | 526  | 64,62 |
| Michèle L'Espérance     | 288  | 35,38 |

| Candidats conseiller #3  | Vote | %     |
| ------------------------ | ---- | ----- |
| François Cournoyer       | 497  | 61,21 |
| Hélène Éthier (Sortante) | 315  | 38,79 |

| Candidats conseiller #4    | Vote | %     |
| -------------------------- | ---- | ----- |
| Martin Cournoyer (Sortant) | 570  | 69,51 |
| France Désorcy             | 250  | 30,49 |

| Candidats conseiller #5 | Vote | %     |
| ----------------------- | ---- | ----- |
| Michel Roy (Sortant)    | 552  | 67,98 |
| Marie-Linda St-Martin   | 260  | 32,02 |

| Candidats conseiller #6   | Vote            | %               |
| ------------------------- | --------------- | --------------- |
| Pascale Poulin (Sortante) | Sans opposition | Sans opposition |

## Sorel-Tracy
|             | Élection (2017) | Dissolution (2021) | Élection (2021) |
| Maire       | Serge Péloquin | Serge Péloquin | Serge Péloquin |
| Conseillers | Olivier Picard Sylvie Labelle Martin Lajeunesse Jocelyn Mondou Alain Maher Benoît Guèvremont Patrick Péloquin Dominique Ouellet | Olivier Picard Sylvie Labelle Martin Lajeunesse Jocelyn Mondou Stéphane Béland Benoît Guèvremont Patrick Péloquin Dominique Ouellet | Olivier Picard Sylvie Labelle Martin Lajeunesse Jocelyn Mondou Stéphane Béland Benoît Guèvremont Patrick Péloquin Dominique Ouellet |

| Taux de participation :                | Taux de participation :                | Taux de participation :                | Taux de participation :                | Taux de participation :                | 39,1 % |
| Nombre de votes valides :              | Nombre de votes valides :              | Nombre de votes valides :              | Nombre de votes valides :              | Nombre de votes valides :              | 11 279 |
| Nombre de votes rejetées à la mairie : | Nombre de votes rejetées à la mairie : | Nombre de votes rejetées à la mairie : | Nombre de votes rejetées à la mairie : | Nombre de votes rejetées à la mairie : | 182    |
| Nombre d'électeurs inscrits :          | Nombre d'électeurs inscrits :          | Nombre d'électeurs inscrits :          | Nombre d'électeurs inscrits :          | Nombre d'électeurs inscrits :          | 29 344 |

| Candidats pour la mairie | Vote  | %     |
| ------------------------ | ----- | ----- |
| Serge Péloquin (Sortant) | 8 406 | 74,53 |
| Jocelyn Daneau           | 2 873 | 25,47 |

| Candidats District 1 - Bourgchemin | Vote  | %     |
| ---------------------------------- | ----- | ----- |
| Olivier Picard (Sortant)           | 1 167 | 78,37 |
| Benoît Cartier                     | 322   | 21,63 |

| Candidats District 2 - Richelieu | Vote  | %     |
| -------------------------------- | ----- | ----- |
| Sylvie Labelle (Sortant)         | 1 059 | 67,97 |
| Yves Allard                      | 274   | 17,59 |
| Jocelyn Davignon                 | 225   | 14,44 |

| Candidats District 3 - St-Laurent | Vote            | %               |
| --------------------------------- | --------------- | --------------- |
| Martin Lajeunesse (Sortant)       | Sans opposition | Sans opposition |

| Candidats District 4 - Vieux-Sorel | Vote            | %               |
| ---------------------------------- | --------------- | --------------- |
| Jocelyn Mondou (Sortant)           | Sans opposition | Sans opposition |

| Candidats District 5 - Du Faubourg | Vote  | %     |
| ---------------------------------- | ----- | ----- |
| Stéphane Béland (Sortant)          | 1 089 | 69,41 |
| Daniel Bérubé                      | 480   | 30,59 |

| Candidats District 6 - Des Gouverneurs | Vote | %     |
| -------------------------------------- | ---- | ----- |
| Benoit Guèvremont (Sortant)            | 649  | 41,23 |
| Philippe Manning                       | 499  | 31,70 |
| Gilles Jr. Lemieux                     | 426  | 27,06 |

| Candidats District 7 - Des Patriotes | Vote  | %     |
| ------------------------------------ | ----- | ----- |
| Patrick Péloquin (Sortant)           | 1 109 | 74,38 |
| Benoît Lataille                      | 382   | 25,62 |

| Candidats District 8 - Pierre-De Saurel | Vote  | %     |
| --------------------------------------- | ----- | ----- |
| Dominique Ouellet (Sortante)            | 1 204 | 80,00 |
| Éric Milette                            | 301   | 20,00 |

- Destitution de Serge Péloquin, maire, en juin 2022 en raison d'un abus dans l'exercice de ses fonctions à la suite de l'installation d'un micro afin d'espionner le bureau du greffier de la ville. Martin Lajeunesse, conseiller district 3 - St-Laurent, agit à titre de maire suppléant[9].

- Démission de Patrick Péloquin, conseiller district 7 - Des Patriotes, le 18 septembre 2022 afin de se présenter lors de l'élection partielle à la mairie[10].

- Élection de Patrick Péloquin à la mairie et de Mathieu Gagné au poste de conseiller district 7 - Des Patriotes le 20 novembre 2022[11].

| Candidats pour la mairie   | Vote   | %     |
| -------------------------- | ------ | ----- |
| Patrick Péloquin (Sortant) | 5 425  | 51,66 |
| Jean Cournoyer             | 3 788  | 36,07 |
| Corina Bastiani            | 1 231  | 11,72 |
| Bulletins rejetés          | 57     |       |
| Taux de participation      | 10 501 | 35,60 |

| Candidats District 7 - Des Patriotes | Vote  | %     |
| ------------------------------------ | ----- | ----- |
| Mathieu Gagné                        | 647   | 44,32 |
| Philippe Manning                     | 339   | 23,22 |
| Gilles Lemieux                       | 268   | 18,36 |
| Denis Courville                      | 174   | 11,92 |
| Bulletins rejetés                    | 32    |       |
| Taux de participation                | 1 460 | 42,05 |

## Yamaska
|             | Élection (2017)                                                                             | Dissolution (2021)                                                                   | Élection (2021)                                                                               |
| Maire       | Diane De Tonnancourt                                                                        | Diane De Tonnancourt                                                                 | Diane De Tonnancourt                                                                          |
| Conseillers | Danielle Proulx Yvan Robidoux Richard Théroux Léo-Paul Desmarais Martin Joyal Alain Crevier | Danielle Proulx Vacant Richard Théroux Léo-Paul Desmarais Martin Joyal Alain Crevier | Danielle Proulx François Martin Richard Théroux Léo-Paul Desmarais Martin Joyal Alain Crevier |

| Candidats pour la mairie        | Vote            | %               |
| ------------------------------- | --------------- | --------------- |
| Diane De Tonnancourt (Sortante) | Sans opposition | Sans opposition |

| Candidats conseiller #1    | Vote            | %               |
| -------------------------- | --------------- | --------------- |
| Danielle Proulx (Sortante) | Sans opposition | Sans opposition |

| Candidats conseiller #2 | Vote            | %               |
| ----------------------- | --------------- | --------------- |
| Yvan Robidoux (Sortant) | Sans opposition | Sans opposition |

| Candidats conseiller #3   | Vote            | %               |
| ------------------------- | --------------- | --------------- |
| Richard Théroux (Sortant) | Sans opposition | Sans opposition |

| Candidats conseiller #4      | Vote            | %               |
| ---------------------------- | --------------- | --------------- |
| Léo-Paul Desmarais (Sortant) | Sans opposition | Sans opposition |

| Candidats conseiller #5 | Vote            | %               |
| ----------------------- | --------------- | --------------- |
| Martin Joyal (Sortant)  | Sans opposition | Sans opposition |

| Candidats conseiller #6 | Vote            | %               |
| ----------------------- | --------------- | --------------- |
| Alain Crevier (Sortant) | Sans opposition | Sans opposition |